# Заріварай
Заріварай або Зарер (перс. زرير) — напівлегендарний іранський правитель, герой іранського Шах-наме. Мужній воїн, майже невразливий, але вбитий ворожим колдуном.